# Формула-Атлантик

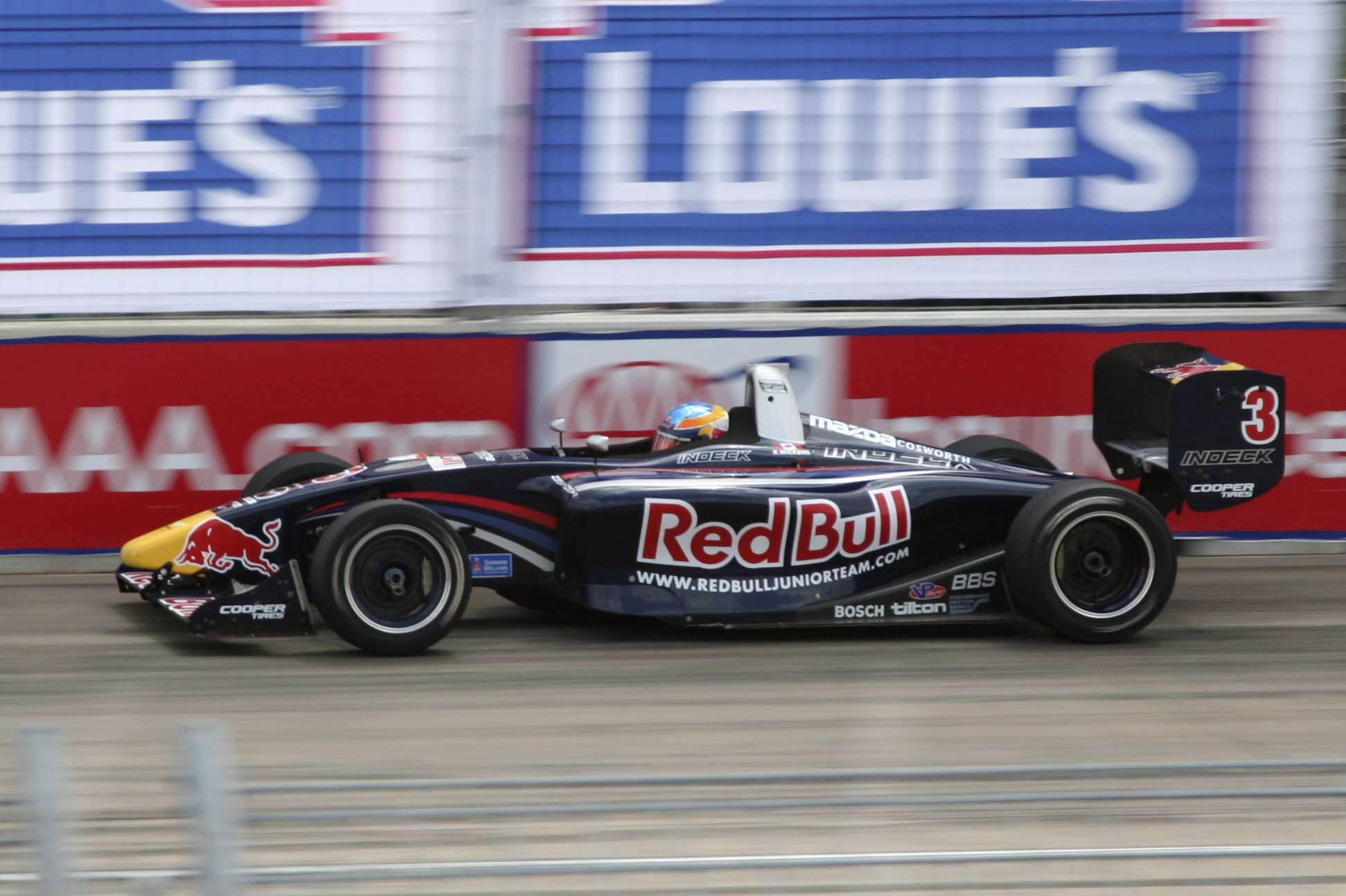
Автомобиль Formula Atlantic 2007 года

Формула-Атлантик — это спецификация гоночного автомобиля с объемом двигателя до 1600 кубических сантиметров, который был разработан в 1970-х гг. Он использовался в профессиональных гонках в рамках IMSA Atlantic Championship до 2009 года. В настоящее время данная модель в основном используется в любительских гонках в рамках Sports Car Club of America Formula Atlantic.

## История
История Formula Atlantic начинается с класса SCCA Formula B, созданного в 1965 году для одноместных автомобилей формулы с двигателями объемом не более 1600 см³. До Формулы Атлантик гонки Формулы-B проводились в Соединенных Штатах с 1965 по 1972 год, сначала совместно с гонками SCCA Формулы-A, затем в рамках SCCA Grand Prix Championship в 1967 и 1968, а после, в качестве отдельного чемпионата с 1969 по 1972 год.
Formula Atlantic была создана в Соединенном Королевстве в 1971 году на основе требований североамериканской Формулы-B, где использовались серийные двухкамерные двигатели объемом 1600 см³ (первоначально Cosworth Mk XIII, построенный на основе Lotus-Ford Twin Cam, а затем Cosworth BDD, однако использовались и другие двигатели, такие как Alfa Romeo). Formula Atlantic задумывалась Джоном Уэббом из Брэндс-Хэтч (позже создавшим класс Sports 2000) для местных гонщиков, желающих участвовать в гонках на автомобилях уровня Формулы-2, но стоимостью на уровне Формулы-3 или ниже. В 1971—1972 годах был проведен единственный сезон под спонсорством «Желтых страниц», а в 1973 году появилась конкурирующая серия, поддерживаемая BP. В 1974 году спонсор серии BP сменился на табачную компанию «John Player & Sons», а серия «Желтые страницы», получила поддержку компаний MCD и Southern Organs. Большинство гонщиков соревновались в обеих сериях, так как не было пересечений по датам соревнований. В сезонах 1975 и 1976 годов проводилась только одна серия, в последний год она получила именование завоевала титул Indylantic, а квалификация стала проводиться в стиле 500 миль Индианаполиса — гонщики по очереди проходили квалификационные круги. Не выдержав конкуренции с Формулой-3, в сезонах 1977-78 годов обе серии не проводились. С 1979 года снова стал проводиться чемпионат при поддержке BRSCC и спонсорстве Hitachi, однако участников было немного. Все это продолжалось до 1983 года.
Из-за сходства с Формулой-2 и Формулой-3 с точки зрения правил шасси, Формула Atlantic обычно использовала шасси, тесно связанное с этими автомобилями — поэтому большинство производителей были знакомы по этим классам, особенно такие как Brabham, Lotus, March, Chevron на ранних этапах, Ralt, а позже Reynard. Американский производитель Swift пришел вытеснить британский импорт и доминировать в Северной Америке. Также появилось несколько более мелких марок.
Первые профессиональные гонки по правилам Формулы Атлантик в Северной Америке, были проведены в 1974 году компанией CASC в Канаде (ныне ASN Canada). Они привлекали много внимания и существенные поля, благодаря освещению на национальном телевидении CTV. IMSA в Соединенных Штатах воспользовалась большим количеством команд и организовала свою собственную серию в 1976 году. В эти годы серия привлекала приглашенных пилотов из Европы, включая Формулу-1, особенно на уличные гонки Труа-Ривьер в Квебеке, Канада. Среди приглашенных гонщиков были Джеймс Хант, Жан-Пьер Жарье, Риккардо Патрезе, Патрик Депайе, Жак Лаффит, Дидье Пирони и Витторио Брамбилла.
В 1977 году SCCA санкционировал соревнования в США, а в 1978 году серии CASC и SCCA объединились и проводили серию вместе до 1983 года, когда она стала Формулой. Mondial North American Cup выиграл Майкл Андретти. Серии не смогли поддержать успех предыдущих сезонов и были отменены на 1984 году. Formula Mondial была международной категорией, представленной FIA в 1983 году с намерением заменить как Formula Atlantic, так и Формулу Тихий океан. Последняя является вариантом формулы Атлантик, которая была введена в ряде стран Тихоокеанского бассейна в конце 1970-х годов.

## Современные клубные гонки SCCA Formula Atlantic

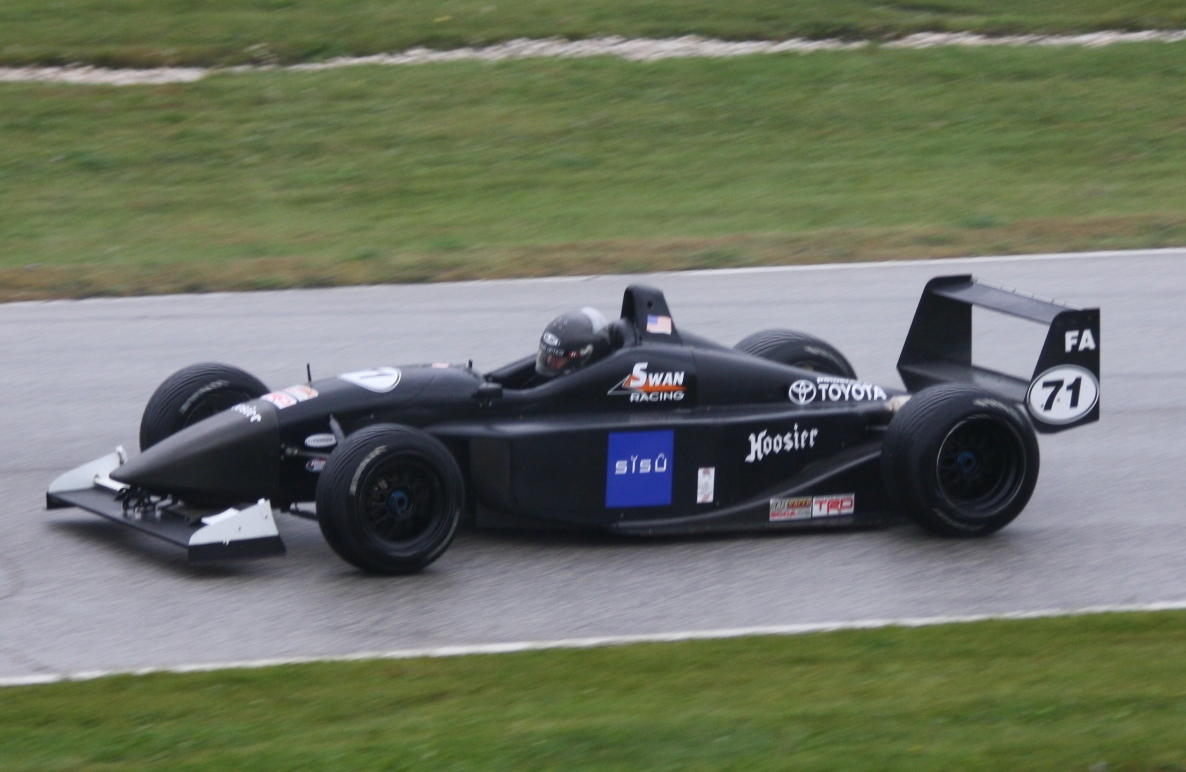
2011 Второй финальный этап национального чемпионата SCCA Победитель Майкл Меллинен

В конструкции автомобилей SCCA Формула-Атлантик разрешено использовать антикрылья и граунд-эффект. Они эксплуатируют двигатель Toyota 4AGE, либо Cosworth BDD. Также допускаются автомобили, соответствующие спецификациям Super Vee, но в последнее время они редко используются. До 2006 года эти правила также широко применялись в профессиональных сериях, за исключением того, что все автомобили должны были работать с системой впрыска топлива 4AGE. Это позволяло принять участие в профессиональных гонках конкурентоспособным любительским командам, а старые автомобили профессионального уровня могли использоваться в любительских гонках. Однако в 2006 году профессиональная серия представила шасси спецификации Swift Engineering 016.a с новым двигателем Mazda-Cosworth MZR. В результате автомобили, используемые в профессиональной серии, разительно отличались от любительских. В 2009 году, чтобы увеличить количество участников, профессиональная серия представила «класс C2» для автомобилей любительского уровня, имея в виду в первую очередь Swift 014.a, лучшее шасси в любительских соревнованиях в то время. Однако в классе C2 было заявлено мало участников, и он был отменен в середине сезона.
С 2011 года SCCA Club Racing разрешила использовать Swift 016.a и Mazda-Cosworth MZR, хотя и с ограничителем впуска, чтобы сохранить паритет со старыми автомобилями с двигателями Toyota. По состоянию на 2017 год большинство национальных участников использовали комбинацию 016.a-Mazda. В этом классе также могут участвовать автомобили Mazda с роторными двигателями, созданные для чемпионата Pro Mazda Championship. В 2018 году профессиональная серия перешла на новую машину, и все роторные машины были доступны для использования в клубных гонках, хотя, похоже, они не могли конкурировать с автомобилями, построенными по спецификации FA, даже с более старыми. Кроме того, в 2019 году SCCA разрешила использовать опечатанные двигатели Mazda MZR в старых шасси, таких как Swift 014.a, поскольку доступность запчастей для двигателей Toyota стала проблемой.
Минимальный вес автомобиля Atlantic с приводом от Toyota или BDD составляет 1230 фунтов. (558 кг) с водителем. SCCA считает его самым быстрым классом клубных гонок. До того, как получить свой собственный класс, автомобиль Formula SCCA участвовал в гонках Formula Atlantic, где он был неконкурентоспособным.

## Возрождение чемпионата Атлантики
С окончанием IMSA и Champ Автомобиль санкционировал профессиональный чемпионат Атлантики после сезона 2009 года. Промоутеры серии F2000 Championship Series , Formula Race Productions, в 2012 году продвигали новую профессиональную серию, используя правила SCCA и санкционированные SCCA. В сериале было мало участников, и они закрылись после одного сезона. Однако, из-за растущего интереса на любительском уровне, 1 октября 2013 года было объявлено, что серия вернется в 2014 году с двенадцатью гонками и шестью гонками на выходных. Санкции перешли к Автоклубу США в 2017 году.

## Дань уважения
В 2012 и 2014 годах Rolex Monterey Motorsports Reunion провёл исторические автогонки. Мероприятие на Mazda Raceway Laguna Seca в Монтерее, Калифорния было данью уважения Formula Atlantic в рамках запланированных групп.

## Формула-Атлантик на SCCA Второй тур национального чемпионата
| Год              | Победитель       | Машина       | Двигатель      |
| Формула-B        | Формула-B        | Формула-B    | Формула-B      |
| ---------------- | ---------------- | ------------ | -------------- |
| 1965             | Джонс, Эрл       | LeGrand      | Alfa Romeo     |
| 1966             | Дон Морен        | Brabham      | Ford           |
| 1967             | Чак Дитрих       | McLaren      | Ford           |
| 1968             | Роджер Барр      | Crosslé      | Ford           |
| 1969             | Билл Монсон      | Brabham      | Ford           |
| 1970             | Барбер, Скип     | Tecno        | Ford           |
| 1971             | Боб Лазье        | March 71B    | Ford           |
| 1972             | Чак Сарич        | March 722    | Ford           |
| 1973             | Кен Дюкло        | Brabham BT40 | Ford           |
| 1974             | Кен Дюкло        | Brabham BT40 | Ford           |
| 1975             | Рэйхол, Бобби    | March 75B    | Ford           |
| 1976             | Бобби Браун      | March        | Ford           |
| 1977             | Кевин Коган      | Ralt RT1     | Ford           |
| 1978             | Джерри Хансен    | Lola T460    | Ford           |
| Формула-Атлантик |                  |              |                |
| 1979             | Тим Коконис      | Ralt RT1     |                |
| 1980             | Кен Данн         | Ralt RT1     |                |
| 1981             | Хьюберт Фиппс    | Ralt RT4     | Ford           |
| 1982             | Джеймс Кинг      | Ralt RT4     |                |
| 1983             | Райли Хопкинс    | Ralt RT4     |                |
| 1984             | Майкл Ангус      | Ralt RT4     |                |
| 1985             | Майкл Ангус      | Ralt RT4     |                |
| 1986             | Крис Кларк       | Ralt RT4     |                |
| 1987             | Расселл Ньюман   | Ralt RT4     |                |
| 1988             | Джон Томсон      | Swift DB4    |                |
| 1989             | Уэйн Цербо       | Ralt RT4     |                |
| 1990             | Джозеф Гамильтон | Swift DB4    |                |
| 1991             | Джордан Харрис   | Swift DB4    |                |
| 1992             | Кристофер Фахан  | Swift DB4    |                |
| 1993             | Грег Рэй         | Swift DB4    |                |
| 1994             | Стэн Уоттлс      | Ralt RT40    |                |
| 1995             | Дэн Кармайкл     | Ralt RT40    |                |
| 1996             | Стив Форрер      | Ralt RT40    | Ford           |
| 1997             | Стив Форрер      | Ralt RT40    | Ford           |
| 1998             | Би Джей Захариас | Ralt RT41    |                |
| 1999             | Брайан Френч     | Ralt RT41    |                |
| 2000             | Коннор, Ларри    | Ralt RT41    |                |
| 2001             | Коннор, Ларри    | Ralt RT41    |                |
| 2002             | Майк Бьянгарди   | Ralt RT41    |                |
| 2003             | Ренни Клейтон    | Ralt RT41    |                |
| 2004             | Боб Столлингс    | Swift 014.a  | Toyota         |
| 2005             | Грэм Рахал       | Swift 014.a  | Toyota         |
| 2006             | Грэм Рахал       | Swift 008.a  | Toyota         |
| 2007             | Ханс Питер       | Swift 014.a  | Toyota         |
| 2008             | Дэвид Грант      | Swift 014.a  | Toyota         |
| 2009             | Мирл Свон        | Swift 014.a  | Toyota         |
| 2010             | Дэвид Уилкокс    | Swift DB4    | Toyota         |
| 2011             | Майкл Маллинен   | Swift 014.a  | Toyota         |
| 2012             | Джейсон Байерс   | Swift 014.a  | Toyota         |
| 2013             | Седат Елкин      | Swift 014.a  | Toyota         |
| 2014             | Коннор Кирби     | Swift 016.a  | Mazda-Cosworth |
| 2015             | Тайлер Хантер    | Swift 014.a  | Toyota         |
| 2016             | Райан Норман     | Swift 016.a  | Mazda-Cosworth |
| 2017             | Кейт Грант       | Swift 016.a  | Mazda-Cosworth |
| 2018             | Мирл Свон        | Swift 016.a  | Mazda-Cosworth |
| 2019             | Флинн Лазье      | Swift 016.a  | Mazda          |
| 2020             | Спенсер Брокман  | Swift 014.a  | Mazda          |
| 2021             | Джеймс Френч     | Ralt RT41    | Toyota         |
| 2022             | Алекс Майер      | JDR          | Ford           |